# Waikato Falls
Die Waikato Falls sind ein Wasserfall im Kaimanawa Forest Park östlich des Volcanic Plateau in der Region Waikato auf der Nordinsel Neuseelands. Er liegt im Lauf des Tongariro River. Seine Fallhöhe beträgt 5 Meter.
Vom New Zealand State Highway 1 zweigt 15 km südlich von Tūrangi die Kaimanawa Road zum Wasserkraftwerk von Rangipopo ab. Nach weiteren 2,5 km folgt ein Abzweig nach Norden zum Beggs Pool, an dem sich ein Parkplatz befindet. Von hier aus sind es fünf Gehminuten bis zum Wasserfall.